# Poręba Żegoty

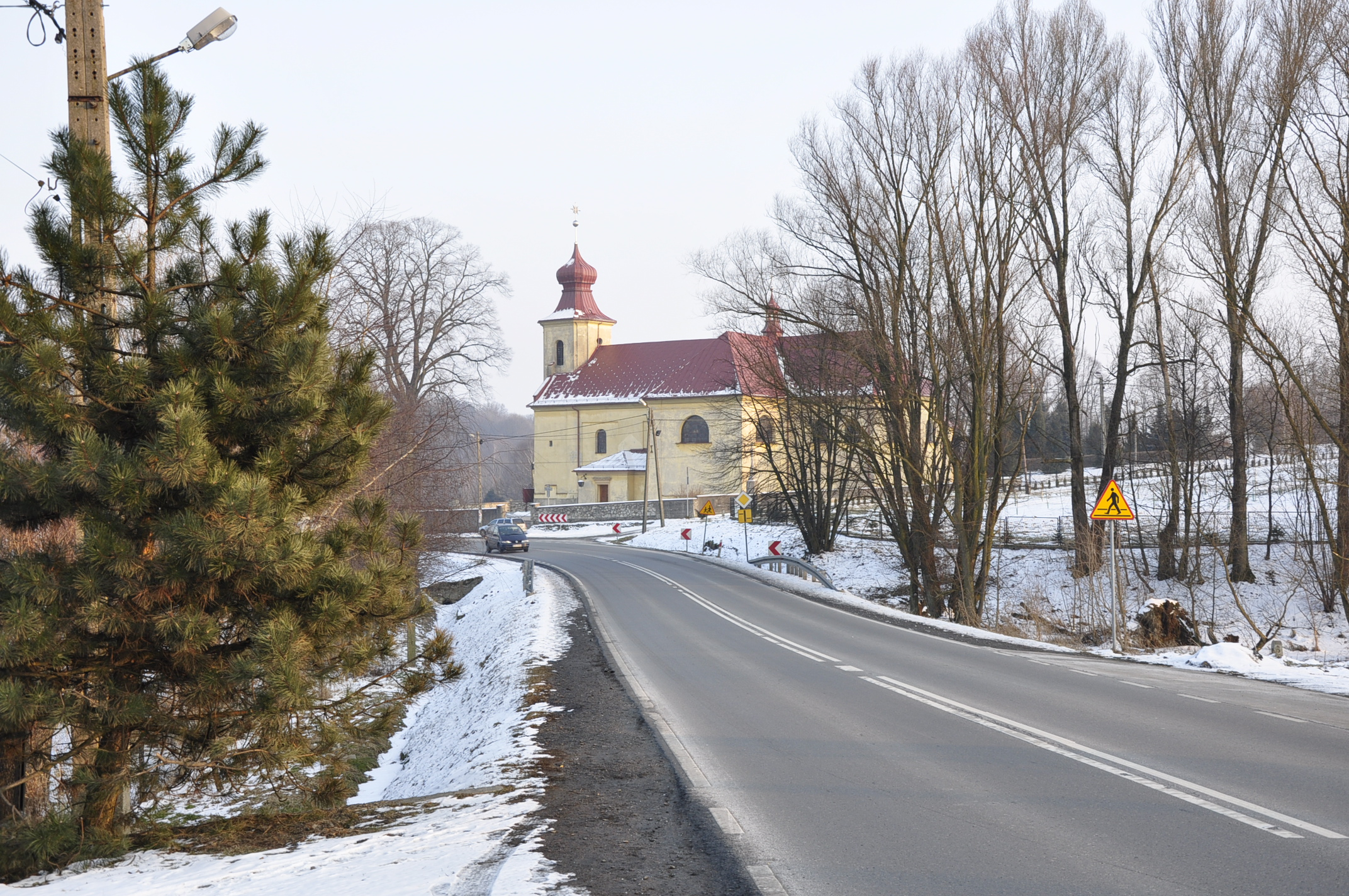
Kościół pw. św. Marcina i św. Małgorzaty przy DW 780 (widok z 2008)

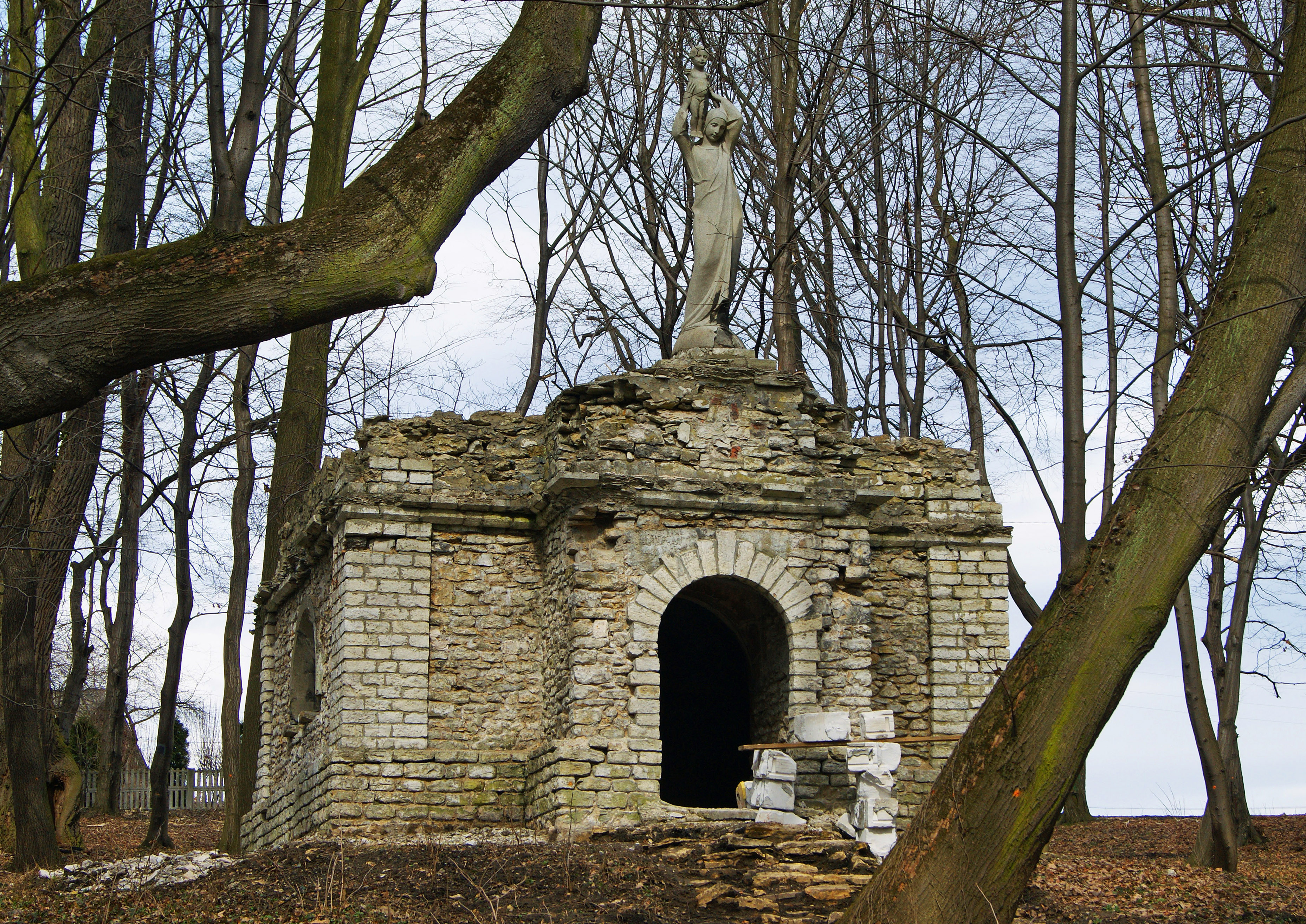
Kaplica-mauzoleum Szembeków

Poręba Żegoty – wieś w Polsce położona w województwie małopolskim, w powiecie chrzanowskim, w gminie Alwernia.

## Położenie
Przez wieś przebiega droga wojewódzka nr 780 Kraków – Chełm Śląski, wieś znajduje się w odległości 2 km na wschód od Alwerni.

## Części wsi
| SIMC    | Nazwa      | Rodzaj    |
| ------- | ---------- | --------- |
| 0314721 | Nawsie     | część wsi |
| 0314738 | Potok      | część wsi |
| 0314744 | Psia Górka | część wsi |
| 0314773 | Szwaby     | część wsi |

## Historia i zabytki
Pierwsza wzmianka o miejscowości pochodzi XIV wieku. W latach 1325–1327 miejscowa parafia wymieniona jest w wykazie zbiórki świętopietrza. Pierwszą wzmiankę o miejscowości spotykamy w dyplomie z 18 września 1373 roku (Kodeks Małopolski Piekosińskiego), w którym Krzywosąd, dziedzic Czarnej Poręby, sprzedaje sołtystwo w Porębie Czarnej braciom Michałowi i Mikołajowi, zaś między świadkami występuje Szegotha de Poramba. Pierwszy dokładny opis wsi pochodzi z aktu rozgraniczenia między Kamieniem, a Brodłami Piotra Szafrańca z 25 listopada 1419 roku. Długosz w opisie parafii w Tłuczani wymienia jako właściciela Kossowej Andrzeja de Zegoczina Poremba de domo et familia Waldroph. W XV wieku Poręba lub jej część nazywana wtedy Porąbką stanowiła własność biskupów krakowskich i należała do parafii św. Wojciecha w Jaworznie. Z łanów kmiecych, karczmy i zagród odprowadzano dziesięcinę w połowie plebanowi w Mysłowicach, zaś drugą plebanowi w Jaworznie. W 1581 roku wieś była własnością Piotra Porębskiego. Po Porębskich przeszła na rzecz rodziny Czernych, a później jako wiano w ręce Szembeków.
Na przełomie XIX wieku i XX wieku Poręba miała 182 domy, w których mieszkało 1454 osób (1437 wyznania rzymskokatolickiego, oraz 17 wyznania mojżeszowego). Oprócz tego w posiadłości Zygmunta hrabiego Szembeka mieszkało 118 osób w 10 budynkach (111 wyznania rzymskokatolickiego, oraz 7 wyznania mojżeszowego).
Parafia Poręba Żegoty obejmowała wtedy oprócz Poręby miejscowości: Alwernia, Okleśna, Brodła, Mirów i Podłęże z ogólną liczbą 4058 mieszkańców wyznania rzymskokatolickiego oraz 292 wyznania mojżeszowego. Obecnie parafia rzymskokatolicka obejmuje wsie: Poręba Żegoty, Brodła i Mirów. Ponad 1% mieszkańców stanowią Świadkowie Jehowy należący do zboru Krzeszowice-Zachód i korzystający z zebrań religijnych w Sali Królestwa w Krzeszowicach.
W latach 1975–1998 miejscowość administracyjnie należała do województwa krakowskiego.

### Kościół
Obecny murowany kościół pw. św. Marcina i św. Małgorzaty, który powstał w miejscu wcześniejszego, drewnianego, ufundował Franciszek Czerny-Szwarzenberg wraz z biskupem krakowskim Szembekiem w roku 1762. W 1898 roku projekt rozbudowy przygotował krakowski architekt Zygmunt Hendel. Budową kierował Miller z Krakowa. 11 listopada 1900 roku odbyło się poświęcenia kościoła.
Kościół jest jednonawowy, z wieżą zwieńczoną baniastym hełmem. Wewnątrz warto zwrócić uwagę na marmurowe ołtarze pochodzące z katedry wawelskiej, a przeniesione tu na przełomie XIX–XX wieku. Wyróżniają się także obrazy takich mistrzów jak: Michał Stachowicz i Wojciech Eljasz-Radzikowski.

### Pałac Szembeków
Drugim ważnym zabytkiem Poręby są ruiny pałacu należącego kolejno do Korycińskich, Szwarcenberg-Czernych oraz (do II wojny światowej) Szembeków. Pierwszy drewniany dwór powstał w tym miejscu w XVII stuleciu. Obecny rokokowo-klasycystyczny pałac powstał w kilku etapach pomiędzy końcem XVII wieku, a początkiem XX wieku, kiedy przebudował go architekt Tadeusz Stryjeński. W pałacu spalonym w 1945 roku i częściowo rozebranym, znajdowała się cenna biblioteka oraz bogate zbiory sztuki. W ostatnim czasie podjęto prace zmierzające do odbudowy pałacu. Zostały one jednak przerwane ze względu na wycofanie się nowego właściciela. W całości zachowała się jedynie oficyna. W parku dworskim znajduje się zdewastowana kaplica-mauzoleum Szembeków z lat 1920–1922, z posągiem Matki Boskiej z Dzieciątkiem. W parku istniała też sztuczna grota z posągiem Neptuna. W otoczeniu pałacu, przy drodze w kierunku Alwerni widoczne są stawy rybne oraz kamienna figura św. Jana Nepomucena z 1782 roku.

### Gaudynowskie Skały
Pomiędzy Porębą-Żegoty a Brodłami znajdują się Gaudynowskie Skały, część Jury Krakowsko-Częstochowskiej. Skały podzielone są głębokim i szerokim wąwozem.

## Zabytki
Obiekty wpisane do rejestru zabytków nieruchomych województwa małopolskiego.
- zespół kościoła parafialnego: kościół pw. św. Marcina, mur ogrodzeniowy, układ urbanistyczny zabudowań gospodarczych z plebanią;
- cmentarz parafialny: układ przestrzenny, kaplica, ogrodzenie, zieleń wysoka;
- Zespół pałacowo-folwarczny w Porębie Żegoty: ruina pałacu, mauzoleum Szembeków, park, (skreślono grotę ze studnią decyzją z dnia 16.11.2018 r.);
- zabudowania folwarczne zespołu pałacowego: rządcówka, stodoła, kurnik, piwnica, spichlerz;
- krajobraz kulturowy pd. części wsi: zespoły kościoła parafialnego i pałacowo - folwarczny w pełnych granicach historycznych, figura św. Jana Nepomucena, krajobraz przyrodniczy.